# Хейфец, Григорий Маркович
Григо́рий Ма́ркович (Гирш Ме́нделевич) Хе́йфец (7 (19) мая 1899, Двинск, Витебская губерния, Российская империя — 1984 (в некторых источниках 1981)) — советский разведчик, подполковник НКВД-МГБ (1944), один из руководителей разведывательного обеспечения советского ядерного проекта.

## Биография
Родился 7 мая (по старому стилю) 1899 года в Двинске Витебской губернии, в семье яновического мещанина Менделя Янкелевича Хейфеца (?—1932) и Цивьи Абрамовны Лейви, которые вскоре переехали в Ригу (где отец работал в типографии «Эрнст Гланс»). С 1915 года — член Бунда. В 1915 году выслан из Риги, где учился в реальном училище, в административном порядке. С 1916 года — член РСДРП(м).
В 1917 году окончил Богородское реальное училище (в Богородск в 1915 году был выслан его отец — бундист и меньшевик, во время Первой мировой войны занимавший оборонческие позиции). Участник Гражданской войны на стороне красных — в 1919—1920 годах на Западном фронте и Кавминводах, был ранен в руку.
С 1921 года — в аппарате Коминтерна. С 1922 года — сотрудник Отдела международных связей (ОМС, фактически разведка), затем в Отделе дипкурьеров НКИД. В 1924—1927 годах — на разведывательной работе заграницей под дипломатическим прикрытием. с 1924 года — заведующий дипкурьерской частью, затем консульский агент в Лиепае и Риге (Латвия) и по совместительству резидент ОМС Коминтерна в Риге. С апреля 1925 года — резидент ОМС в Константинополе — под прикрытием секретаря, а затем генконсула.
В 1927—1929 годах — нелегал ОМС в Китае, Германии, Австрии, Франции и других странах, используя фамилию «Гримериль». Находясь на нелегальной работе в Германии под прикрытием студента из Индии, в 1926 году получил диплом инженера в Политехническом институте в Йене и организовал несколько агентурных групп. С апреля 1927 года — уполномоченный ОМС в Шанхае, а с 1928 года — в Берлине.
С февраля 1929 года — секретарь Правления и заведующий издательством «Огонёк», затем редактор журнала «Изобретатель». С июня 1931 года — вновь на нелегальной работе во Франции и США. По возвращении в СССР с октября 1935 года — помощник начальника отделения ИНО 7-го отдела ГУГБ НКВД СССР. С июля 1936 года — резидент в Италии, где привлёк к сотрудничеству молодого физика Бруно Понтекорво. Летом 1938 года отозван в Москву. В сентябре 1938 года уволен по болезни и назначен завотделом и заместителем председателя ВОКС.
В октябре 1941 года восстановлен на службе в 1-м управлении НКВД СССР и в ноябре 1941 года направлен в качестве легального резидента в Сан-Франциско (Харон) под прикрытием вице-консула генконсульства СССР. Развернул работу по разведывательному обеспечению советского ядерного проекта. Вошёл в доверительный контакт с научным руководителем ядерного проекта США Робертом Оппенгеймером. В ноябре 1944 года отозван в Москву. С декабря 1944 года — старший оперуполномоченный, затем начальник отделения резерва 1-го управления НКГБ СССР. С мая 1946 года — начальник отделения отдела «С» МГБ СССР.
В 1947 году уволен из МГБ по сокращению штатов. С 1947 года — заместитель ответсекретаря и член президиума Еврейского антифашистского комитета (ЕАК). 13 ноября 1951 года арестован по делу о ЕАК, 8 августа 1952 года осуждён ВК ВС СССР к 25 годам лишения свободы. В октябре 1952 года дело было пересмотрено. К имеющимся обвинениям добавились терроризм и участие в заговоре в органах МГБ. 2 февраля 1953 года Хейфецу было объявлено, что он приговорён к высшей мере наказания. Следствие было возобновлено 23 апреля 1953 года и 28 декабря 1953 года он был освобождён за отсутствием состава преступления, реабилитирован.

## Семья
- Жена — Мария Соломоновна Алейникова (1900—1975), выпускница женской гимназии в Полоцке.
  - Дочь — Цецилия Григорьевна Алейникова-Хейфец (1922—2004), врач-офтальмолог, была замужем за иммунологом и вирусологом Давидом Моисеевичем Гольдфарбом.
    - Внук — Александр Давыдович Гольдфарб, биохимик и общественный деятель.
- Дядя — Абрам Яковлевич (Абрам-Залман Янкелевич) Хейфец (Гуральский, 1890—1960), бундист, член Социал-демократической партию Латышского края (СДЛК), в 1908 году член её федерального комитета, член Временного совета Российской республики (Предпарламента); в советское время — сотрудник аппарата Коминтерна (разведчик-нелегал).
- Дядя — Илья Яковлевич Хейфец (1880—1945), инженер-технолог и юрист, профессор ЛГУ, автор монографий «Подстрекательство к преступлению» (1914), «Основы патентного права» (1925), «Промышленные права и их хозяйственное значение в Союзе ССР и на Западе» (1930), и «Авторское право» (1931), «Основные проблемы изобретательства» (1935) и других.

## Награды
- Орден Красной Звезды
- Медаль «За боевые заслуги»